# Szulejmáni ajánlat
A szulejmáni ajánlat feltételezett, de nem bizonyított békeajánlat. A magyar köztudatban, illetve a magyar történészi szakirodalom egyes képviselőinél élt az a hipotézis, hogy I. Szulejmán (1494–1566) oszmán szultán 1520-ban, majd 1524-ben, békét ajánlott a Magyar Királyságnak, ha a magyarok szabad átvonulást engednek Nyugat felé az oszmán hadaknak, és/vagy éves adó fizetését vállalják a Portának, az Oszmán Birodalom kormányának, gyakorlatilag a szultánnak. Az ajánlatot azonban II. Lajos magyar király (1506–1526), illetve az akkori magyar kormányzat elutasította; ez az oka annak, hogy I. Szulejmán – 1521-ben, majd 1526-ban – a Magyar Királyságra támadt.
B. Szabó János, a mohácsi vésszel (is) foglalkozó történész szerint: „az igazságot nem ismerjük, az esetleges javaslat nem maradt fenn dokumentálható módon, ezért csak annyit mondhatunk: a szulejmáni ajánlat nem több, mint történészi konstrukció”. A feltételezett szulejmáni ajánlat modernkori kutatójának, Bárány Attila történésznek az álláspontját összefoglalva, az eddig megismert diplomáciai források alapján, az ún. szulejmáni ajánlatnak a konkrét szövege nem létezik, vagy legalábbis nem ismert.

## Az 1520/1521-es „ajánlat”
1519. április 1-én, Budán, II. Lajos király és I. Szelim (1470–1520) szultán megbízottjai, három évre, a status quo alapján, békét kötöttek, a megállapodás azonban egyáltalán nem akadályozta meg a törökök betöréseit a Magyar Királyságba. Ez a megállapodás, lehetőséget adott arra, hogy a magyar király beleegyezésével, jelentéktelen nagyságú török had (háromszáz lóval és háromszáz martalóccal), a Magyar Királyságon átvonulhasson. Azonban az, hogy a magyar király adófizetést vállaljon, fel sem merült, a megállapodás megkötése kapcsán.
1520. szeptember 22-én, I. Szelim szultán elhunyt. Az előző évben megkötött megállapodás, az iszlám jogrendnek megfelelően, érvényét veszítette. I. Szelim fiának és utódának, I. Szulejmán szultánnak a követe, Behrám (?–?) csausz, 1520 decemberében érkezett Budára, kettős célból: Egyrészt azért, hogy II. Lajos királyt tájékoztassa az oszmán uralkodó személyében bekövetkezett változásról; másrészt az 1519. évi béke – valójában fegyverszünet – meghosszabbítása céljából. Pontosan milyen megbízatással érkezett a követ, arra nézve, az eddig megismert korabeli források, nem adnak egyértelmű választ; sőt, azt sem közlik, hogy a békének új feltételei lettek volna.
I. Szulejmán szultán a naplójában, illetve a győzelmi jelentéseiben („fethnámé”), nem tesz említést békeajánlatról. Dzselálzáde Musztafa (Celalzâde Mustafa Çelebi) (?–1567) udvari hivatalnok, I. Szulejmán korszakának a török történetírója, konkrétumok nélkül, csak annyit jegyzett fel, hogy a szultán a követet „a béke s barátság alapjainak lerakása végett” küldte.
A kortárs, a dalmát (raguzai) történetíró, Ludovicus Tubero (1459 körül – 1527 körül) közöl konkrétumokat. Feljegyzései szerint, I. Szulejmán szultán „ugyanolyan feltételekkel” kívánt megállapodni II. Lajossal, mint „amilyenekkel atyja, Szelim”.
Konkrétumokat közöl továbbá egy, a Londonban, a Brit Könyvtárban fellelhető, 1521. augusztusi keltezésű jelentés, amelyet az V. Károly (1500–1558) császárhoz akkreditált, angol követek küldtek haza. E jelentés szerint, a szultán azért küldött követet II. Lajos királyhoz, hogy „meghosszabbítsák és megerősítsék a régi békét”.
A „meghosszabbítsák és megerősítsék a régi békét”, az „ugyanolyan feltételekkel”, „amilyenekkel atyja, Szelim” szövegrészek, cáfolják az új békefeltételek hipotézisét.
A régi, az 1519. évi megállapodás ugyanis – valójában – a status quo szerinti fegyverszünet volt, nem „béke”; és a magyar király engedélyéhez kötötten, csak jelentéktelen nagyságú török had átvonulására adott lehetőséget.
II. Lajos király, illetve a magyar kormányzat, nem adott „egyből” választ a szultánnak, hiszen az 1519. évi megállapodás megkötését is, egy évig tartó tárgyalás előzte meg. Ezen túlmenően, mivel a magyar királynak – aki az oszmán szultán követével folytatott tárgyalások során, elméletben legalábbis, valamennyi keresztény uralkodót képviselte – követek küldése útján, fel kellett mérnie azt, hogy – fegyverszünet hiányában, háborúban – milyen segítségre számíthat. Ez – elsősorban – az Apostoli Szentszék, azaz a római pápa, a Velence, és a Habsburgok felé történő tájékozódást jelentette: V. Károly császár és öccse, I. Ferdinánd (1503–1564) osztrák főherceg (a későbbi magyar király), II. Lajos király feleségének, Mária (1505–1558) királynénak a testvérei voltak.
A magyar kormányzat Behrám csauszt fogságba vetette, egészen 1526-ig őrizetben is tartotta. Ekkor még nem alakult ki a követjárás általánosan elfogadott protokollja, voltak példák a követek visszatartására, például éppen magyar–török viszonylatban, amikor korábban II. Ulászló (1456–1516) követét, Bélay Barnabást (?–?), I. Szelim szultán hat évig nem engedte vissza.
II. Lajos király, 1521. június 29-én kelt levele, amelyet X. Leó (1475–1521) pápához intézett, semmit nem tartalmaz arról, a szultán – konkrétan – milyen békefeltételeket ajánlott; csak általánosságban szól arról, hogy a szultán békét kért tőle, de valójában mindig mást „színlel”. II. Lajos majd 1524-ben, egy, az akkori pápához intézett levélben, bővebben ír az 1521-es történésekről. A X. Leó pápához intézett levél tartalma „köszön vissza”, az egy nappal később, tehát 1521. június 30-án kelt, VIII. Henrik (1491–1547) angol királyhoz küldött levélben. II. Lajos üzenete szól a szultán részéről történt követküldésről, azért, hogy „a békéről tárgyaljanak”, de milyen békéről, arról már nem ír a király, viszont a levélben utal a törököknek a tárgyalás alatti fegyverkezésére.
A magyar királynak a Velencei Köztársasághoz intézett levele, szintén nem tartalmaz semmi konkrétumot arról, hogy mi lett volna az oszmánok ajánlata.
II. Lajos király követe, Hieronymus Balbus (1460 körül – 1530) pozsonyi prépost, 1521. április 3-án, Wormsban, a Birodalmi Gyűlés előtt, nagy hatású beszédet tartott a török veszélyről. A követ előadása, túlnyomó részben, azonban csak általánosságokat tartalmazott, a Magyar Királyság százötven éve tartó harc miatti elgyengüléséről, a törökök fegyverkezéséről, és a külföldi támogatás szükségességéről. A magyar királlyal bizalmas viszonyban lévő követ előadásában, nem volt szó arról, hogy a szultán békét ajánlott volna.
Az 1520/1521-es évek, jelenleg rendelkezésre álló, közvetlen dokumentumai alapján, nem bizonyított az, hogy I. Szulejmán szultán – az 1519. évi fegyverszüneti megállapodás tartalmát meghaladó – béke-ajánlatot tett volna, II. Lajos király felé.

## Az 1524-es „ajánlat”
A kérdéses időszakból a következő közvetlen adatok állnak rendelkezésre:
Londonban, a Brit Múzeum Kézirattára Cotton-gyűjteményében, fellelhető egy 1524. januári 13-i keltezésű, Tommaso Cajetan De Vionak (1468/1469 – 1534), San Sisto bíborosának címzett, de aláíratlan levélnek a másolata; amely irat Thomas Wolsey (1473 – 1530) bíborosnak, Anglia lordkancellárjának a birtokába került. A levél regesztájában ez olvasható: „… a török örömmel kötne szövetséget Magyarországgal". Azonban, magában a levélben, nincs leírva az országnak, de annak az uralkodónak a neve sem, akivel a török megállapodna; csak a regeszta szerkesztője – a regesztába – beírta azt, hogy „Magyarországgal”. A levél teljes szövegének az elemzéséből kiderült, hogy a levél szerzője lengyel volt; valószínűleg Wawrzyniec Międzyleski (1480 előtt – 1529), Kamenyec-Podolszk püspöke, aki diplomáciai feladatokat is ellátott. Az eredeti szöveg, azaz a levélnek (és nem a regesztának) a szövege, arra utalt, hogy a törökök a lengyelekkel állapodnának meg. 1525-ben a lengyelek és a törökök – ha nem is „szövetséget” –, de fegyverszünetet kötöttek egymással.
1524. március 6-a és 13-a között, a Budára, II. Lajos királyhoz akkreditált velencei követnek a titkára, két jelentésben számolt be a városállam kormányzatának arról, hogy a magyarok és a törökök között béketárgyalások folynak. A követségi titkár jelentései azonban semmilyen béke-feltételről nem szólnak. A szakirodalom megoszlik abban a kérdésben, hogy II. Lajos a fogvatartott Behrám csausszal tárgyalt-e, avagy újabb követ érkezett I. Szulejmán szultántól. Török források azonban 1524. évi követküldésről nem szólnak.
1523–1525 között, Hans Schneidpeck (Johann Schneidpöck) (1475 körül – 1527) lovag volt I. Ferdinánd osztrák főherceg követe a budai királyi udvarban. A követ a főherceghez, 1524. május 4-i keltezéssel intézett levelében arról írt, a magyarok azért, hogy a pápától a pénzsegélyt megkapják, „írtak Rómába”; és „a töröktől békefeltételeket fognak elfogadni”, amelyek szerint, „adót fizetnének”, valamint „szabad átvonulást engednének Magyarországon keresztül”. A jelenleg ismert dokumentumok közül, ez az egyetlen korabeli irat, amelyben – a magyarok és a törökök közötti béke feltételeiként – az adófizetést és a szabad átvonulást leírták.
A kortársak közül, azonban senki más nem ismert konkrét tárgyalási feltételeket;  a követ pedig saját magával ellentmondásba keveredett, ugyanis ezeket (már mint a békefeltételeket, illetve azt, hogy azokat a magyarok elfogadják), ő maga, ugyanabban a levélben, „praktikáknak”, „meséknek” és "szóbeszédeknek" tartotta. Az esetleges magyar-török béke egyébként – ekkor – nem lett volna Habsburg Ferdinánd ellenére: Az osztrák főherceg egy, az 1524-ben írt levelében, éppen arról írt, hogy nem idegenkedik a magyar-török békétől, mivel – ha a török támad – akkor, a magyarok és a törökök közötti béke hiányában, „Magyarország után az ő országai is elveszhetnek”, és a franciákkal való háborúja miatt, a bátyjának, V. Károly császárnak is jól jönne, a magyar-török fegyverszünet.
II. Lajos király, 1524. február 4-i keltezéssel, levelet intézett VII. Kelemen (1478–1534) pápához, amely szerint, a törökök támadni akarnak, és a „a Szentszék segítsége nélkül a királyságot nem lehet megmenteni”; továbbá most részletezi először, az 1521. évi történéseket. Ennek keretében, II. Lajos arról írt, hogy annak idején (1521-ben), az akkori pápa (X. Leó) tanácsára, „megvetéssel” utasította vissza a szultán „békeajánlatát”; visszatartva annak követét, ezzel kárt okozva az országnak. II. Lajos azonban, a levélben nem fejti ki azt, hogy a „békeajánlat” konkrétan mit tartalmazott, mit jelentett, melyek voltak a feltételek; és azt sem, hogy miért "megvetéssel" utasította vissza a szultán ajánlatát. A király, e levélben, arról is írt, hogy – követ küldése ellenére –, a szultán már akkor (1521-ben is) a háborúra készült. II. Lajos, ebben a levélben, arról viszont nem írt, hogy ekkor – tehát 1524-ben –, a szultán tett volna ajánlatot, azt viszont megjegyezte, ha „behódolunk a töröknek”, akkor az egész keresztény világot veszély fenyegeti, de azt, hogy a „behódolás” mit jelent, a magyar király szintén nem fejtette ki. 
Bár a török források hallgatnak, a budai velencei követ titkárának a jelentése alapján tény, hogy volt török–magyar kapcsolatfelvétel 1524-ben. Azonban, akárcsak 1520/1521-re nézve, az 1524-es érintkezéseket illetően sem bizonyított az, hogy - az 1519. évi fegyverszüneti megállapodást meghaladó feltételekkel - lett volna török békeajánlat. A Hans Schneidpeck (Johann Schneidpöck) osztrák követ küldte jelentés ellentmondásos; és van olyan nézet, amely szerint, a magyar kormányzat nem idegenkedett az álhírek terjesztésétől.